# Ледовских, Виктор Сергеевич
Виктор Сергеевич Ледовских (4 августа 1935, Калачинск, Омская область — 14 марта 2019) — советский футболист, нападающий и полузащитник, футбольный тренер. Мастер спорта СССР (1960).

## Биография
Воспитанник калачинского футбола, выступал за сборную города. В 1950-е годы поступил в омский автодорожный институт и стал играть за студенческую команду «Наука». Там его заметили руководители ведущей команды города — «Красной Звезды» (позднее — «Иртыш»). Проведя два сезона в «Красной Звезде», футболист перешёл в карагандинский «Шахтёр», где стал автором 8 голов, в том числе 4 гола забил в игре с фрунзенским «Спартаком» (5:1). Спустя сезон вернулся в Омск, где выступал до конца карьеры. Двукратный победитель зонального турнира класса «Б» (1960, 1965). В 1966 году завершил карьеру, так как тренер Рамиз Каричев более не видел его в составе.
Всего за девять сезонов в составе «Иртыша» сыграл в первенствах страны 255 матчей и забил 50 голов (по другим данным — 63 гола). Играл на всех позициях в поле, но чаще всего — нападающим. Считается легендарным игроком омского футбола.
В дальнейшем работал тренером клуба (1967—1970), ассистируя Н. Ревякину и П. Щербатенко. В 1971 году был начальником команды. В 1975—1978 годах — главный тренер «Иртыша», под его руководством команда провела 144 матча.
Также работал директором спорткомплекса «Красная звезда» и возглавлял СДЮШОР-18. Поддерживал омский клуб по хоккею с мячом «Юность». Обустроил футбольный музей в манеже «Красная звезда».
Скончался 14 марта 2019 года.